# Samuel Galindo
Samuel Galindo Suheiro (Santa Cruz de la Sierra, 18 aprile 1992) è un calciatore boliviano, centrocampista del Tomayapo.

## Caratteristiche tecniche
Dotato di un grande fisico e di una eccellente tecnica, è stato giudicato il miglior prospetto boliviano degli ultimi tempi, dopo essersi messo in luce al Mondiale Under-17. Dotato di un buon piede, è paragonabile per caratteristiche a Patrick Vieira.

## Carriera

### Club
Inizia a giocare nel Real América e nel gennaio del 2010 viene acquistato dagli inglesi dell'Arsenal per circa 500.000 sterline.
Il suo nuovo allenatore Arsène Wenger lo ha definito un mancino con una buona tecnica capace di dare palloni interessanti. Ha inoltre chiarito che sarebbe stato immediatamente dato in prestito per permettergli di giocare.. Nel luglio 2010 viene infatti ceduto in prestito al Salamanca per l'intera durata della stagione 2010/2011.

### Always Ready
Nel 2019 si trasferisce dal The Strongest agli Always Ready. Il 30 marzo 2020 totalizza la sua prima doppietta con la squadra, termina la stagione 20/21 con 18 presenze, 4 gol e 2 assist.

### Nazionale
Il 25 febbraio 2010 ha esordito in Nazionale maggiore, giocando da titolare l'amichevole persa per 5-0 contro il Messico.
Viene convocato per la Copa América Centenario negli Stati Uniti, ma non può parteciparvi per infortunio e viene sostituito da Carmelo Algarañaz.